# Hubert Bleicher
Hubert Bleicher ist ein deutscher Bergsteiger.

## Leben
Hubert Bleicher nahm ab 1974 an mehreren Expeditionen in Karakorum, Himalaya und Pamir teil, dabei gelangen auch wichtige Erstbegehungen und Erstbesteigungen. Sein erster großer Erfolg war die Erstbesteigung des 7611 Meter hohen Shispare im pakistanischen Karakorum zusammen mit einem deutsch-polnischen Expeditionsteam.

## Alpinistische Leistungen (Auszug)
- Shispare 7611 m (Karakorum, Pakistan), Erstbesteigung am 21. Juli 1974 zusammen mit Leszek Cichy, Marek Grochowski, Jan Holnicki-Szulc, Andrzej Mlynarczyk, Jacek Poreba und Herbert Oberhofer.
- Batura Sar 7795 m (Karakorum, Pakistan), Erstbesteigung am 30. Juni 1976 zusammen mit Herbert Oberhofer. (Göppingen Himalaya-Karakoram Expedition 1976)
- Pik Korschenewskaja 7105 m (Pamir, Tadschikistan) Besteigung 1981, zusammen mit Ralph Stöhr, Ulrich Calmbach und Fritz Sommer (Leiter der Pamir-Expedition des DAV Sektion Schwaben)[1]
- Pik Kommunismus 7495 m (Pamir, Tadschikistan) Besteigungsversuch 1981, Abbruch nachdem eine Lawine auf 5900 m ein Hochlager zerstört hat (SAS Pamir-Expedition 1981)
- Rakaposhi 7793 m (Karakorum, Pakistan), 1987 Versuch der Besteigung über eine Neuroute, Bleicher ist Expeditionsleiter.
- Sani Pakush 6885 m (Karakorum, Pakistan, Batura Muztagh) 1991 Expeditionsleiter